# Acanthodis longicauda
Acanthodis longicauda är en insektsart som först beskrevs av Carl Stål 1874.  Acanthodis longicauda ingår i släktet Acanthodis och familjen vårtbitare. Inga underarter finns listade i Catalogue of Life.